# François Rabelais
François Rabelais (AFI: [fʁɑ̃ˈswa ʁaˈblɛ]; Chinon, 1483 o 1494 – Parigi, 9 aprile 1553) è stato uno scrittore, umanista, medico e frate francescano francese.
Considerato uno dei più importanti protagonisti del rinascimento francese, Rabelais è noto soprattutto per il Pantagruel (1532) e il Gargantua (1534).
Tra gli umanisti più noti del XVI secolo, lo scrittore francese riprende e rinnova alcuni dei temi e delle figure letterarie che furono già di Luigi Pulci e di Teofilo Folengo, arricchendoli con una straordinaria inventiva linguistica in larga parte attribuibile alla sua cultura di intellettuale del Rinascimento, cultura assai varia e tutt'altro che superficiale. L'opera di Rabelais verrà inserita nell'Index Librorum Prohibitorum e incorrerà più volte nelle aspre censure della Sorbona.
È considerato dalla critica, in particolare dopo il saggio di Michail Bachtin, L'opera di Rabelais e la cultura popolare (trad. it. 1979), come il maggior esponente di quel particolare filone della cultura rinascimentale definito come anti-classicismo o anti-rinascimento, che rifiutando le norme tematiche e linguistiche dei generi "alti" come la lirica amorosa petrarchista o l'epica cavalleresca, sceglie invece come argomento tutto ciò che è "basso", come il corpo e le sue funzioni, il cibo, il vino, il sesso, contraddistinguendosi, sul piano linguistico, per una grande ricchezza e creatività verbale.

## Biografia

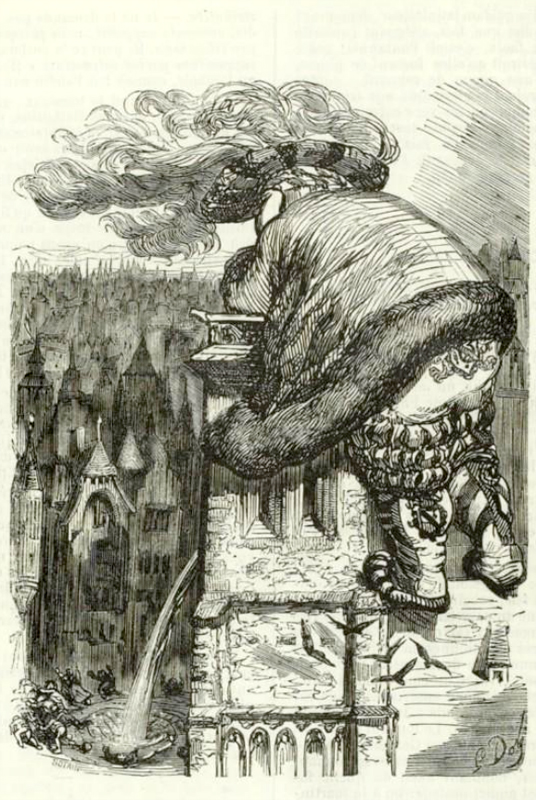
Illustrazione di Gustave Doré (1854)
"Allora, sorridendo, sbottonò la sua bella braghetta e dimenando la mentula in aria li scompisciò così copiosamente da annegarne duecentosessantamila quattrocento diciotto, senza contare le donne e i bambini".

François Rabelais nacque a Devinière, nei pressi di Chinon, nell'antica provincia francese della Turenna (oggi compresa nell'odierna regione francese del Centro-Valle della Loira), in una data imprecisata, probabilmente nel 1483 o nel 1494, figlio di Antoine Rabelais, siniscalco e avvocato originario di Lerné.
A proposito della data di nascita di Rabelais, John Ulric Nef ha scritto che se gli eruditi a lui contemporanei non riuscirono a stabilirla forse lo stesso Rabelais non la conosceva. Lucien Febvre nel suo libro Le problème fe l'incroyance au XVI siècle, ou la religion de Rabelais, ha scritto «che non doveva essere cosa abituale a quell'epoca sapere la propria età» Il sociologo Franco Ferrarotti inserisce questo dato di fatto nella scansione del tempo del mondo contadino, nel ritmo naturale scandito «dalle stagioni, dal carattere del clima, dal tipo di condizioni atmosferiche» e inserisce ciò nella storia della cultura citando Giambattista Vico che «sbaglia la data di nascita nella sua Autobiografia». Per quanto riguarda il senso del tempo, quindi, il conflitto tra mondo contadino e mondo industrializzato è insanabile. Marx ad esempio, era «esacerbato soprattutto nei confronti dei contadini francesi che durante la rivoluzione del 1848- 49 sostennero il regime conservatore di Napoleone III».
Secondo Bruneau de Tartifume (1574-1636), intorno al 1510 è novizio nel convento dei francescani de La Baumette, vicino alla rocca di Chanzé a Angers, ricevendo dunque una formazione teologica. Più tardi trasferito al convento dei francescani di Puy-Saint-Martin a Fontenay-le-Comte, vi prenderà i voti nel 1520.
A seguito dei commenti di Erasmo, nel 1524 la Sorbona proibiva lo studio del greco, che avrebbe potuto comportare esami critici dei Vangeli.
Nel 1528 Rabelais abbandona l'abito e il 17 settembre 1530 si iscrive alla facoltà di Medicina di Montpellier, superando il baccalaureato il 1º novembre dell'anno successivo. Nel 1532 si trasferisce a Lione e pubblica Pantagruel con lo pseudonimo di Alcofribas Nasier (anagramma di François Rabelais). Scrive una lettera a Erasmo nella quale se ne dichiara figlio, per avere voluto riconciliare il pensiero pagano con quello cristiano, costruendo quello che viene definito umanesimo cristiano.
Dopo il successo della prima opera nel 1534 esce Gargantua sotto lo stesso pseudonimo.
Il 17 gennaio 1536 una lettera di Paolo III lo autorizza a scegliere un monastero benedettino nel quale esercitare la medicina senza praticare operazioni chirurgiche.
Fra il 1539 e il 1542 vive a Torino in qualità di medico e segretario di Guilliaume Du Bellay, fratello del cardinale Du Bellay e governatore francese della città.
Nel 1542 pubblica a Lione, presso Juste, Gargantua e Pantagruel, testo definitivo corretto dall'autore, condannato l'anno seguente (1543) dalla Facoltà di Teologia della Sorbona.
Il 19 settembre 1545 ottiene il privilegio reale per la stampa del Terzo libro (le indagini di Panurge sul matrimonio) uscito nel 1546. Alla condanna della Sorbona si ritira a Metz, presso Étienne Laurens, ed è nominato medico della città.
Nel 1548 vengono pubblicati undici capitoli del Quarto Libro (I viaggi immaginari di Pantagruel e Panurge), la cui versione integrale uscirà solo nel 1552.
Il 6 agosto 1550 ottiene un "privilegio di edizione" per tutte le sue opere, con l'interdizione a chiunque di stamparle o modificarle senza il suo consenso.
Nel 1551 gli viene attribuita la cura della parrocchia di Saint-Martin a Meudon. Il 1º marzo 1552 il Quarto libro è censurato dai teologi della Sorbona.
Il 7 gennaio 1553 Rabelais si dimette da parroco. Muore a Parigi nell'aprile del 1553 e viene sepolto nel Cimitero di Saint-Paul-des-Champs.
Nel 1562 viene pubblicato l'Isle Sonnante, comprendente sedici capitoli del Quinto Libro. La pubblicazione integrale del libro avverrà nel 1564, anche se l'attribuzione a Rabelais fu in seguito contestata.
A Rabelais è intitolato l'asteroide 5666 Rabelais.

## Analisi dell'opera

### Il corpo in Rabelais
Rabelais spesso descrive le parti basse del corpo, per fare una parodia della tradizione letteraria medievale che imponeva alla descrizione fisica "leggi severe", testimoniate dalle arti poetiche. Rabelais, contro la tradizione, riprende i principi in ordine inverso, descrivendo cioè il corpo a partire dal basso, cioè dal "ventre", "il membro", le "palle", "le gambe", "il naso", "le orecchie". Attraverso questa parodia, Rabelais afferma il posto e l'importanza del corpo umano nell'Universo. Nel porre in essere questa parodia della poetica medievale che dà luogo a un'abbondanza descrittiva, assistiamo all'elogio del corpo umano in un contesto proprio del Rinascimento che afferma il posto centrale dell'uomo e della sua dignità, come già affermato da Pico della Mirandola (Fonte: La représentation du corps dans les textes narratifs de la première moitié du XVIe siècle, di Masataka Ishibashi, pp. 5-6: https://tel.archives-ouvertes.fr/tel-01566275/document)

### La religione in Rabelais
Abel Lefranc, autore di un'edizione critica di Rabelais nel XX secolo sostiene la tesi dell'ateismo, basandosi su passi del Calvino nel Des scandales (1550) e nella prefazione di Robert Estienne al vangelo secondo Matteo (1553).
La tesi inversa fu sostenuta nel 1924 dal teologo cattolico Étienne Gilson e da Lucien Febvre ne Le problème de l'incroyance au XVIe siècle, la religion de Rabelais (1942). Per quest'ultimo le accuse di ateismo nei confronti di Rabelais non dovrebbero essere interpretate alla luce del razionalismo moderno ma collocate nel contesto dell'epoca.

### Discorsi dei bevitori
"Quando bevo penso e quando penso bevo".

### Fra' Giovanni
(François Rabelais, Gargantua, Libro primo, capitolo XLV)
L'immagine di campanile con il significato di fallo è l'ultima: «anche soltanto l'ombra del campanile di un'abbazia è feconda».

## Fonti e genesi
Rabelais, per scrivere i suoi primi testi, si ispira direttamente al folklore e alla tradizione orale popolare. Nel 1534 viene pubblicato a Lione Grandes et inévitables chroniques de l'énorme géant Gargantua, una raccolta anonima di racconti popolari in forma epica e comica. Questi racconti a loro volta derivano dal romanzo cavalleresco del Medioevo, in particolare dal ciclo arturiano. La raccolta ottiene un notevole successo.
Rabelais si mette a scrivere un testo che riprende la trama narrativa delle Chroniques raccontando la storia di Pantagruel, figlio di Gargantua. Pantagruel ha quindi le sue radici nella tradizione popolare.
Forte del successo di Pantagruel, Rabelais inizia a riscrivere a suo modo la storia di Gargantua e allontanandosi dalle fonti popolari iniziali, descrive un Gargantua letterariamente molto più segnato dall'umanesimo del suo predecessore.

### Temi
Non è arbitrario parlare di "surrealismo", di utilizzo dell'assurdo, e di una incongruenza verbale dilatata a proporzioni smisurate. Il punto di partenza delle interminabili sfilze di vocaboli che interrompono la narrazione, siano elenchi di giochi, cibi e bevande o vezzeggiativi di organi maschili nasce dal 
Al divertimento dell'enumerazione delle incredibili proporzioni dei giganti alterna una satira grave ma allo stesso tempo leggera, e anche la straordinaria
In Rabelais tutta una scatologia degli equivoci osceni più inaspettati e magari tirati per i capelli, dei motti e gesti grottescamente volgari usati per tanti secoli a colpo sicuro dai ciarlatani sulle piazze, resta insistentemente estemporanea, popolare e bonariamente familiare.

## Opere
- Gargantua e Pantagruel, composto da:
  - Pantagruel (1532);
  - La vie très horrifique du grand Gargantua ("La molto orrorifica vita del grande Gargantua"), detto comunemente Gargantua (1534);
  - Le tiers livre ("Terzo libro delle gesta e dei detti eroici del nobile Pantagruel", 1546);
  - Le quart livre ("Il quarto libro", 1552);
  - Le quint livre (Quinto libro, la cui attribuzione a Rabelais è dibattuta).
- Lettres escrites pendant son voyage d'Italie, François Foppens, 1710.

## Influenza culturale
A Rabelais è intitolato il cratere Rabelais su Mercurio.